# Redon Dragoshi
Redon Dragoshi (Tirana, 18 marzo 2000) è un calciatore albanese, difensore del Kukësi.

## Carriera

### Club
Il 1º luglio 2023 viene acquistato a titolo definitivo dalla squadra albanese del Vllaznia.

### Nazionale
Ha giocato nelle nazionali giovanili albanesi Under-17, Under-19 ed Under-21.

## Statistiche

### Presenze e reti nei club
Statistiche aggiornate al 9 marzo 2024.
| Stagione        | Squadra         | Campionato      | Campionato | Campionato | Coppe nazionali | Coppe nazionali | Coppe nazionali | Coppe continentali | Coppe continentali | Coppe continentali | Altre coppe | Altre coppe | Altre coppe | Totale | Totale |
| Stagione        | Squadra         | Comp            | Pres       | Reti       | Comp            | Pres            | Reti            | Comp               | Pres               | Reti               | Comp        | Pres        | Reti        | Pres   | Reti   |
| --------------- | --------------- | --------------- | ---------- | ---------- | --------------- | --------------- | --------------- | ------------------ | ------------------ | ------------------ | ----------- | ----------- | ----------- | ------ | ------ |
| 2018-2019       | Erzeni          | KP              | 22         | 2          | CA              | 1               | 0               | -                  | -                  | -                  | -           | -           | -           | 23     | 2      |
| 2019-2020       | Luftëtari       | KS              | 23         | 0          | CA              | 1               | 0               | -                  | -                  | -                  | -           | -           | -           | 24     | 0      |
| 2020-2021       | Kukësi          | KS              | 29         | 1          | CA              | 2               | 0               | UEL                | -                  | -                  | -           | -           | -           | 31     | 1      |
| 2021-2022       | Kukësi          | KS              | 19         | 0          | CA              | 3               | 0               | -                  | -                  | -                  | -           | -           | -           | 22     | 0      |
| 2022-2023       | Kukësi          | KS              | 16         | 0          | CA              | 4               | 0               | -                  | -                  | -                  | -           | -           | -           | 20     | 0      |
| 2023-gen. 2024  | Vllaznia        | KS              | 5          | 0          | CA              | 0               | 0               | UECL               | 1                  | 0                  | -           | -           | -           | 6      | 0      |
| gen.-giu. 2024  | Kukësi          | KS              | 4          | 1          | CA              | 1               | 0               | -                  | -                  | -                  | -           | -           | -           | 5      | 1      |
| Totale Kukësi   | Totale Kukësi   | Totale Kukësi   | 68         | 2          |                 | 10              | 0               |                    | 0                  | 0                  |             | -           | -           | 78     | 2      |
| Totale carriera | Totale carriera | Totale carriera | 118        | 4          |                 | 12              | 0               |                    | 1                  | 0                  |             | -           | -           | 131    | 4      |